# Castillo fuerte es nuestro Dios

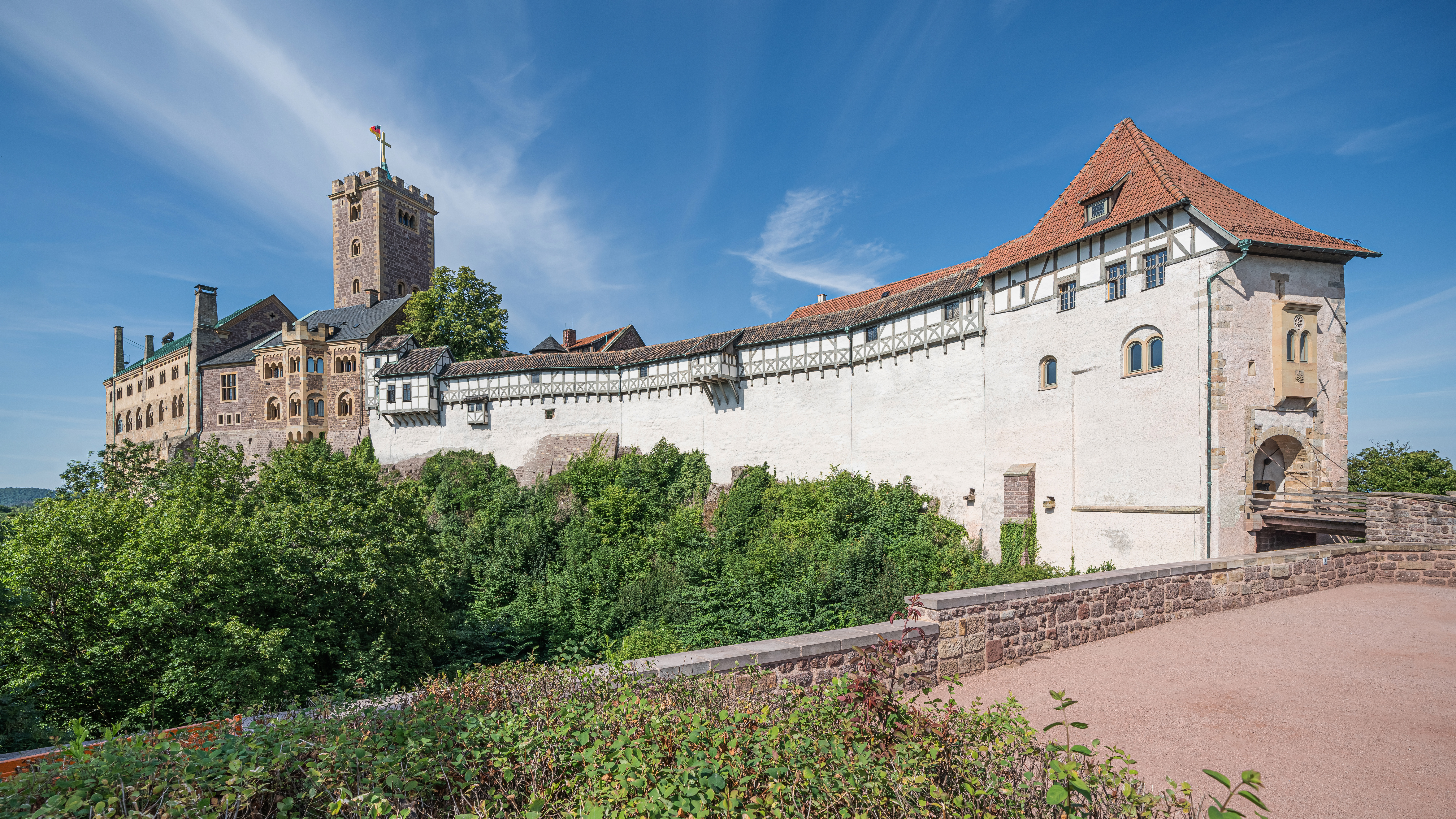
Castillo de Wartburg en Eisenach.

Castillo fuerte es nuestro Dios (en alemán Ein feste Burg ist unser Gott) es un himno compuesto por Martín Lutero en 1529. Ha sido traducido a varios idiomas. El texto tiene su bases en el Salmo 46, Dios es nuestro amparo y fortaleza...
Heinrich Heine describió este himno como La Marsellesa de la Reforma protestante. Johann Sebastian Bach utilizó su melodía como el tema de Cantata BWV 80; Felix Mendelssohn lo incorporó en el último movimiento de su 5.ª sinfonía; en la obra Los hugonotes de Giacomo Meyerbeer, se emplea muchas veces como un Leitmotiv; de la misma manera se emplea en "Friedenstag" de Richard Strauss.
La traducción al español aquí es la misma que podemos encontrar en los himnarios protestantes del español. (La que podemos ver más abajo)

## Historia

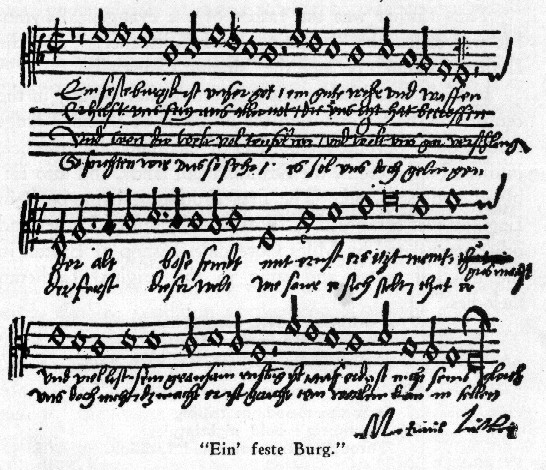
Castillo fuerte con la firma de Lutero.

Castillo fuerte es uno de los himnos favoritos de la tradición protestante. Es considerado el "Himno de batalla de la reforma", debido al efecto que produjo en apoyo de la causa reformista. El himnologista John D. Julian enumera cuatro teorías sobre su origen:
- Según Heinrich Heine, fue cantado por Lutero y sus compañeros cuando entraban en Worms el 16 de abril de 1521 para asistir a la dieta.
- Según K. F. T. Schneider, fue un tributo de Lutero a su amigo Leonhard Kaiser, quien fue ejecutado el 16 de agosto de 1527.
- Según Jean-Henri Merle d'Aubigné, fue cantado por los príncipes luteranos cuando entraban en Augsburgo antes de la dieta de 1530, donde se presentaron las Confesiones de Augsburgo.
- Fue compuesto en conjunción con la dieta de Espira, donde los príncipes luteranos presentaron una protesta contra el edicto de Worms que había promulgado el emperador Carlos V.

El historiador John M. Merriman propone que el himno «empezó como una canción marcial para animar a los soldados que luchaban contra las fuerzas otomanas» durante las guerras otomanas en Europa.
El más antiguo himnario existente en que aparece este himno es el de Andreas Rauscher (1531), bajo el título de Der xxxxvi. Psalm. Deus noster refugium et virtus. Es probable que apareciera en los himnarios de Josef Klug (1529) y de Hans Weiss (1528), de los cuales no sobreviven ejemplares. Esta evidencia indica que fue escrito entre 1527 y 1529, ya que los himnos de Lutero fueron impresos pronto después de ser compuestos.
La tradición dice que el rey Gustavo II Adolfo de Suecia hizo interpretar este himno cuando sus fuerzas marchaban para la Guerra de los Treinta Años. El salmo ya había sido traducido en el idioma sueco antes de 1536. En el siglo XIX fue adoptado como un himno del movimiento socialista sueco.
A pesar de su pedigrí protestante, el himno a veces se usa en misas católicas. Por ejemplo, aparece en la segunda edición del Libro católico de loa publicado por la Conferencia canadiense de obispos católicos.

## Texto

### En alemán (original)
| 1. Ein’ feste Burg ist unser Gott, Ein' gute Wehr und Waffen; Er hilft uns frei aus aller Not, Die uns jetzt hat betroffen. Der alt’ böse Feind, Mit Ernst er’s jetzt meint, Groß’ Macht und viel List Sein’ grausam’ Rüstung ist, Auf Erd’ ist nicht seins Gleichen. | 3. Und wenn die Welt voll Teufel wär’ Und wollt’ uns gar verschlingen, So fürchten wir uns nicht so sehr, Es soll uns doch gelingen. Der Fürst dieser Welt, Wie sau’r er sich stellt, Tut er uns doch nicht, Das macht, er ist gericht’t, Ein Wörtlein kann ihn fällen. |
| 2. Mit unsrer Macht ist nichts getan, Wir sind gar bald verloren; Es streit’t für uns der rechte Mann, Den Gott hat selbst erkoren. Fragst du, wer der ist? Er heißt Jesus Christ, Der Herr Zebaoth, Und ist kein andrer Gott, Das Feld muss er behalten.             | 4. Das Wort sie sollen lassen stahn Und kein’n Dank dazu haben; Er ist bei uns wohl auf dem Plan Mit seinem Geist und Gaben. Nehmen sie den Leib, Gut, Ehr’, Kind und Weib: Lass fahren dahin, Sie haben’s kein’n Gewinn, Das Reich muss uns doch bleiben.              |

### En español

#### Traducción por Juan B. Cabrera
| 1. Castillo fuerte es nuestro Dios. Defensa y buen escudo; Con su poder nos librará En todo trance agudo. Con furia y con afán Acósanos Satán, Por armas deja ver Astucia y gran poder; Cual él no hay en la tierra.    | 3. Y si demonios mil están Prontos a devorarnos No temeremos, porque Dios Sabrá cómo ampararnos. Que muestre su vigor Satán, y su furor Dañarnos no podrá, Pues condenado es ya Por la Palabra Santa.                |
| 2. Nuestro valor es nada aquí, Con él todo es perdido; Mas con nosotros luchará De Dios, el escogido. Es nuestro Rey Jesús, Él que venció en la cruz, Señor y Salvador, Y siendo él solo Dios, Él triunfa en la batalla | 4. Esa palabra del Señor, Que el mundo no apetece, Por el Espíritu de Dios Muy firme permanece. Nos pueden despojar De bienes, nombre, hogar, El cuerpo destruir, Mas siempre ha de existir De Dios el reino eterno. |